# Carpaneto Piacentino
Carpaneto Piacentino (Carpané in dialetto piacentino) è un comune italiano di 7 745 abitanti della provincia di Piacenza in Emilia-Romagna.

## Geografia fisica
Il territorio del comune di Carpaneto si estende tra l'alta pianura Padana e i primi declivi dei Colli piacentini, sull'Appennino ligure, e è caratterizzato dal corso quasi parallelo dei torrenti Riglio, Vezzeno, Chero e Chiavenna. Il comune si estende tra un'altitudine minima di 73 m s.l.m. nella zona nord e un'altitudine massima di 380 m s.l.m. nella zona collinare posta a sud.
Parte del territorio comunale è stato incluso nel 1996 nella riserva naturale geologica del Piacenziano a seguito dei cospicui ritrovamenti di reperti fossili risalenti al Pliocene. Nel 2011 la riserva è confluita nel neocostituito parco regionale dello Stirone e del Piacenziano.

## Origini del nome
L'ipotesi tradizionalmente considerata come più verosimile riguardo all'origine del toponimo Carpaneto enuncia che esso derivi dalla presenza sul territorio del carpino, un albero che presenta diverse similitudini con la betulla e che sarebbe stato molto diffuso nella zona di Carpaneto. Al toponimo Carpaneto venne, poi, aggiunto l'aggettivo Piacentino nel 1929, mentre nel 1931 venne approvato il nuovo stemma comunale in cui è presente una pianta di carpino; peraltro, anche nello stemma precedente era presente la pianta, nonché il castello e un lago popolato da carpe, che, secondo l'etimologia popolare potrebbero rappresentare un'altra possibilità riguardo all'origine del nome.
Un'ulteriore ipotesi farebbe discendere l'etimo dal latino carbonetum significante deposito di carbone; questa ipotesi trae le sue origini dal fatto che Carpaneto sia stato storicamente una piazza di scambio di cereali e carbone, estratto nella zona dei monti Menegosa, Lama e Pelpi che veniva, poi, trasportato per mezzo di muli fino a Carpaneto percorrendo la strada della val Chero, che veniva denominata per questo strada del carbone. Secondo altre fonti, il termine carbonetum non deriverebbe dal commercio del carbone, ma dal nome del fondatore del paese, un certo M. Carbo, vissuto prima della nascita di Cristo.

## Storia
Le origini del borgo sembrerebbero risalire all'epoca romana, periodo al quale sono stati ascritti diversi ritrovamenti archeologici in varie località del territorio tra cui sepolture, lastricati, oggetti in ceramica; il ritrovamento più significativo, avvenuto nella frazione di Badagnano, è un dolio che è conservato presso l'antiquarium di Veleia. Oltre a tutto ciò sono state rinvenute anche alcune tracce di centuriazione.
La prima citazione di Carpaneto risale ad un atto del 25 settembre 758 in cui un bosco composto in gran parte da carpini passa di mano tra alcuni nobili di origine longobarda; successivamente la zona è citata in un testamento olografo redatto il 7 luglio 801 e conservato presso l'archivio capitolare del duomo di Piacenza che indica che la pieve dei Santi Fermo e Rustico era localizzata a "Ponziano", toponimo di origine romana. Infine, un terzo documento, un rogito risalente al novembre dell'815, cita la vendita al vescovo di Piacenza Podone di un altro terreno boscato situato in loco ubi dicitur Carpenetus da parte di un certo Gastaldo del fu Gautperto.
Nel 1090 Carpaneto venne distrutto dalla fazione dei populares, all'epoca schierati in favore del papato. All'epoca era probabilmente già presente nel centro del paese una fortezza, costruita per volere della famiglia Malaspina, che nel 1180 venne ceduta ai canonici della basilica cittadina di Sant'Antonino. A quel periodo risale una pergamena del 1193 conservata all'interno dell'archivio parrocchiale che elenca i beni appartenenti alla pieve di Carpaneto.
Successivamente Carpaneto fu teatro di scontri tra guelfi e ghibellini: nel 1216 truppe filoimperiali provenienti dalle città di Cremona e Pavia rasero al suolo diversi castelli della zona tra cui quelli di Carpaneto, Zena, Ciriano, Olmeto e Travazzano. Nel 1321 il castello del capoluogo venne di nuovo raso al suolo a seguito di una rappresaglia condotta dalle truppe viscontee contro il signore guelfo di Carpaneto Rolando Scotti. In seguito il possesso del castello passò alle famiglie Del Cairo, prima, e Anguissola, poi. Nel 1435 questi ultimi ne cedettero la proprietà ad Alberto Scotti al quale il 22 dicembre 1441 venne concessa l'investitura sul castello e sul feudo da parte del duca di Milano Filippo Maria Visconti. A seguito di ciò Alberto riedifico il forte e dotò Carpaneto di una cinta muraria dotata di fossato.
Durante la prima parte del XVI secolo Carpaneto fu la roccaforte di Pier Maria Scotti detto il Buso, un nobile di estrazione guelfa che, passato a servire la causa ghibellina, fu impegnato in diverse azioni di combattimento e fatti di sangue prima di trovare la morte nel 1521, tradito da Astorre Visconti, che era stato suo compagno nell'assalto al castello di Agazzano. Negli anni successivi alla sua morte, Carpaneto conobbe un periodo di declino.
Entrato a far parte del Ducato di Parma e Piacenza, Carpaneto venne inserito, insieme a Diolo, nella contea di Vigoleno, la cui proprietà venne più volte confermata alla famiglia Scotti. Nel 1606 la contea venne elevata da parte del duca Ranuccio I a marchesato.
Con l'istituzione napoleonica dei comuni, avvenuta nel 1805, vennero creati i comuni di Carpaneto, che includeva anche il territorio di Cadeo, e Travazzano, quest'ultimo venne, poi, aggregato al comune di Carpaneto nel 1815. Nel 1820 il territorio di Cadeo venne scorporato dal comune di Carpaneto andando a costituire un ente autonomo.
Nel 1908, qualche anno dopo la morte, avvenuta nel 1891, del conte Carlo Scotti, che rivestiva anche la carica di sindaco del comune, la famiglia Scotti dispose la vendita del castello all'ente locale, che vi trasferì la sede degli uffici comunali e decise l'eliminazione dei locali precedentemente utilizzati come stalle.
Tra la fine del XIX e l'inizio del XX secolo vennero gradualmente abbattute tutte le fortificazioni che circondavano il pase, mentre il fossato venne colmato. Nel 1930 fu distrutto anche il voltone di via Roma che costituiva l'accesso del paese provenendo da Piacenza e che era decorato con lo stemma degli Scotti Douglas da Vigoleno.
A partire dall'Ottocento Carpaneto subì un forte sviluppo demografico, continuato anche in tutto il Novecento e nei primi anni del XXI secolo.
Nel corso della seconda guerra mondiale, tra il 1941 e il 1943, Carpaneto fu uno dei comuni dell'Emilia Romagna adibiti a località di internamento libero per ebrei stranieri. Vi soggiornarono a domicilio coatto i quattro membri della famiglia Nichtberger di origine tedesco-polacca, giunti profughi in Italia ad Abbazia nel 1940 Con l'occupazione tedesca e la Repubblica Sociale Italiana, essi furono arrestati il 30 novembre 1943 e condotti al campo di Fossoli dal quale furono poi successivamente trasferiti ad Auschwitz, dove trovarono la morte. In loro memoria sono state poste a Carpaneto quattro pietre d'inciampo di fronte alla casa dove erano stati internati.

### Simboli
Lo stemma comunale è stato riconosciuto ufficialmente nel 1931 da parte del re d'Italia Vittorio Emanuele III, che concesse e riconobbe al comune di Carpaneto il diritto di farne uso. Lo stemma presenta una pianta solitaria di carpino, l'essenza da cui deriverebbe il nome Carpaneto, con sopra una corona regia. Questo stemma sostituì il precedente che raffigurava un laghetto con all'interno alcune carpe e, alle sue spalle, il castello di Carpaneto con, sullo sfondo, un carpino.

## Monumenti e luoghi d'interesse

### Architetture religiose

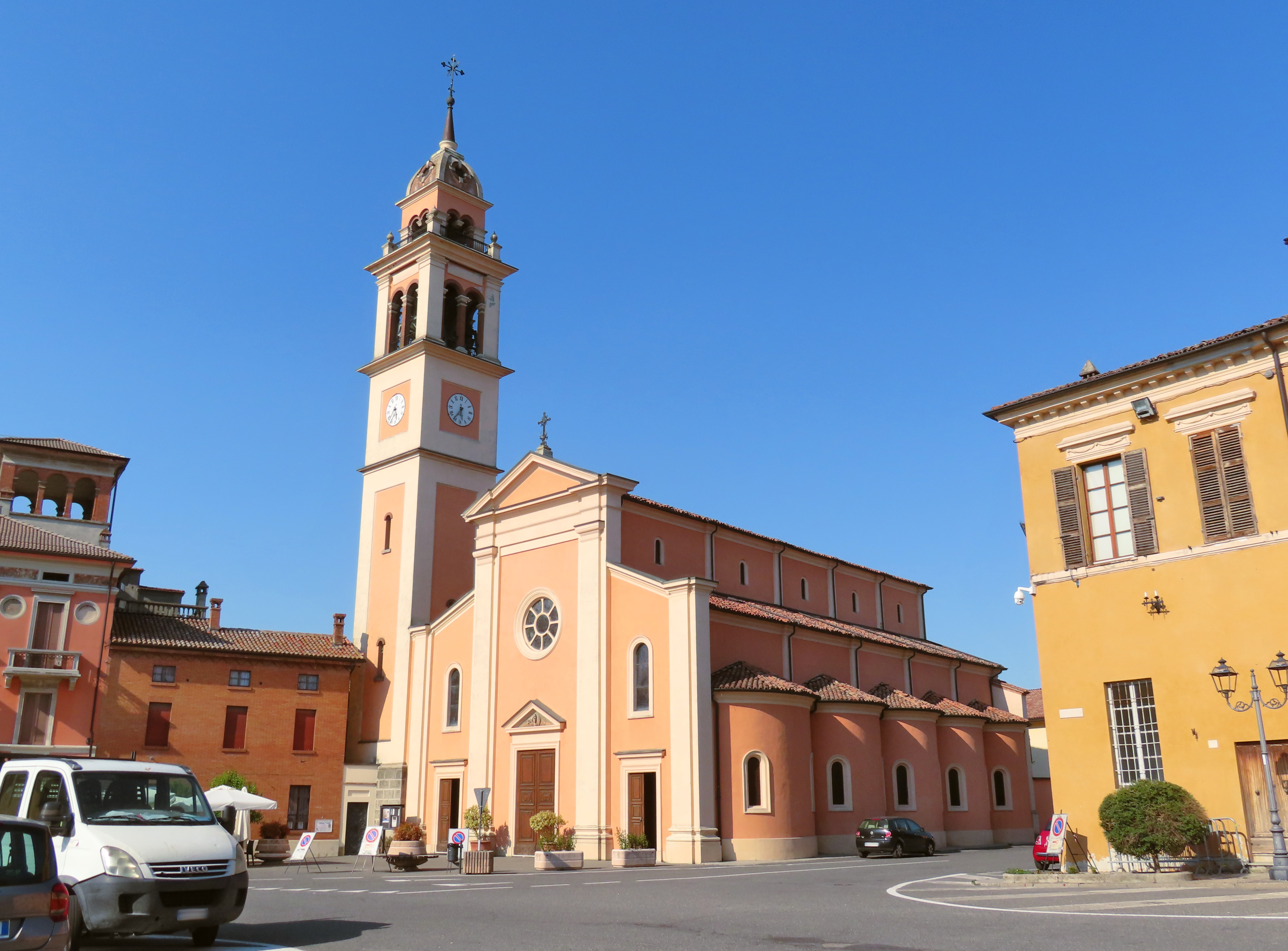
Chiesa dei Santi Fermo e Rustico

Chiesa dei Santi Fermo e RusticoGià citata in alcune pergamene databili intorno all'anno Mille, conserva al suo interno affreschi cinquecenteschi. All'inizio del Novecento è stato costruito il campanile, mentre nel 1950 l'edificio è stato allungato di un'arcata, con il conseguente rifacimento della facciata in modo da essere allineato con la nuova torre campanaria.
MistadelliLa religiosità popolare e rurale ha portato alla costruzione di cappelle votive principalmente poste lungo gli assi viari della val d'Arda e delle valli limitrofe. Tali monumenti, pur non presentando pregi artistici particolari, sono comunque indicativi della concezione religiosa del mondo agricolo basato principalmente su un rapporto di do ut des.

### Architetture militari
Castello di BadagnanoFondato probabilmente nel 1383, come testimoniato da un'epigrafe situata nella cantina, fu di proprietà delle famiglie Dal Pozzo, Landi, Forvici e Rossi. Nel 1919 divenne di proprietà di Giovanni Filippi che lo adattò ad un uso abitativo abbassando la torre di circa 10 m. Alla torre si affianca il corpo principale, in sasso.

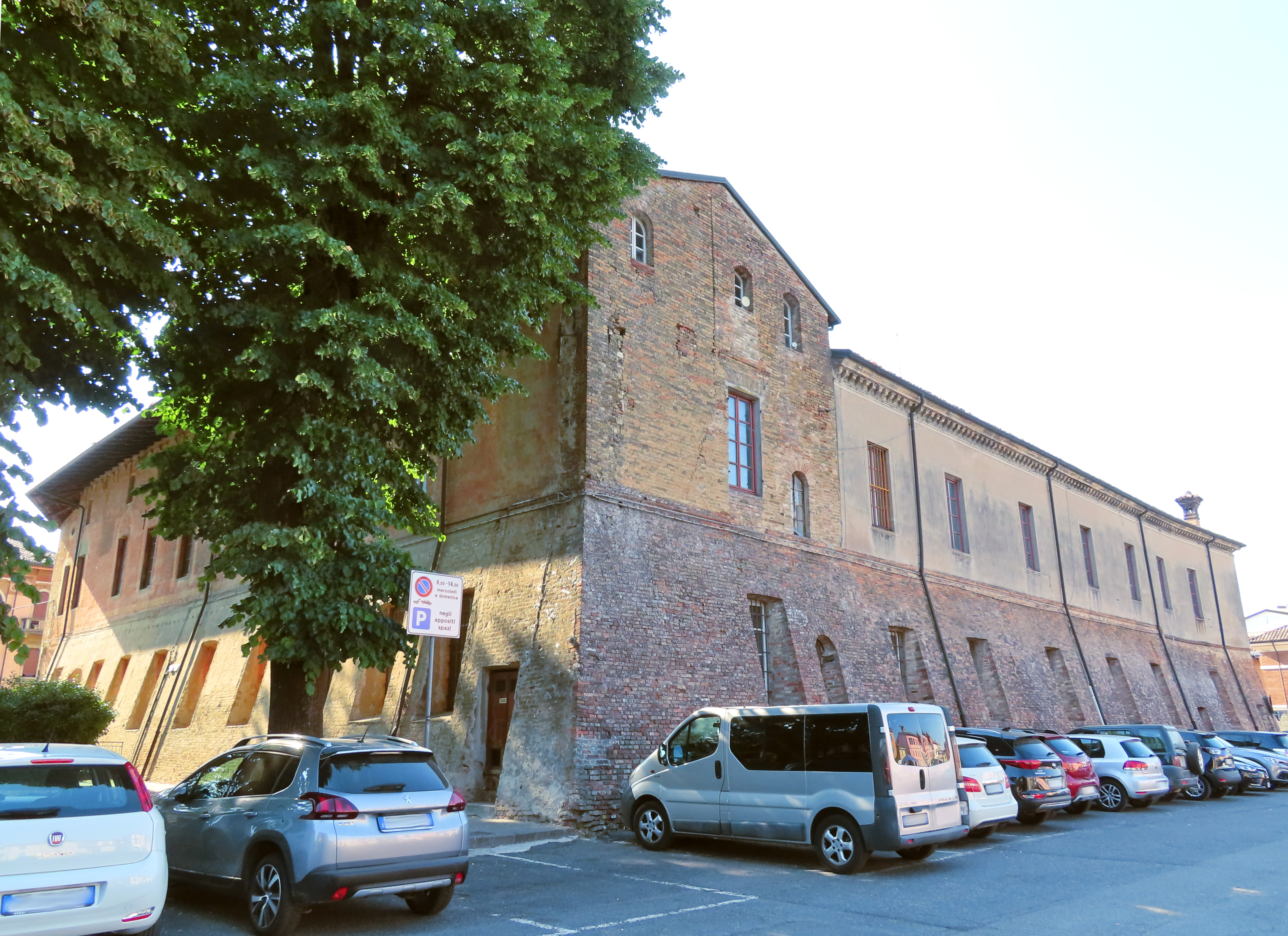
Castello di Carpaneto Piacentino

Castello di CarpanetoRisalente al XII/XIII secolo, venne raso al suolo nel 1321 da truppe al soldo dei Visconti. Nei secoli successivi fu distrutto e ricostruito a più riprese fino a arrivare all'abbattimento di una parte consistente della parte più antica dell'edificio, nel 1930. La superstite parte quattrocentesca del complesso, con il loggiato che presenta colonne in granito e capitelli di arenaria, ospita la sede del comune.All'interno del castello si trovano le sole aeropitture murali opera del pittore futurista BOT – Barbieri Osvaldo Terribile, realizzate nel 1934 per la volontà del podestà locale Carlo Nazzani e poste nel salone a lui dedicato al piano superiore dell'edificio. Altre opere furono dipinte nel 1937 lungo lo scalone d'accesso. Di queste ultime, due pannelli di 5x4 m, realizzati sul tema dell'impero e delle forze armate, vennero coperti nell'immediato dopoguerra. Alcune opere furono riscoperte nel 2008 a seguito dei lavori di restauro a cui fu sottoposto il salone.
Castello di Case BruciateComplesso caratterizzato da una torre rotonda più antica, risalente all'XI secolo a cui si affiancano una torre dalla forma quadrata e il corpo centrale del maniero, risalente al XVI secolo. L'edificio, che presenta un ingresso a arco, è stato inglobato in una serie di altre costruzioni rurali.

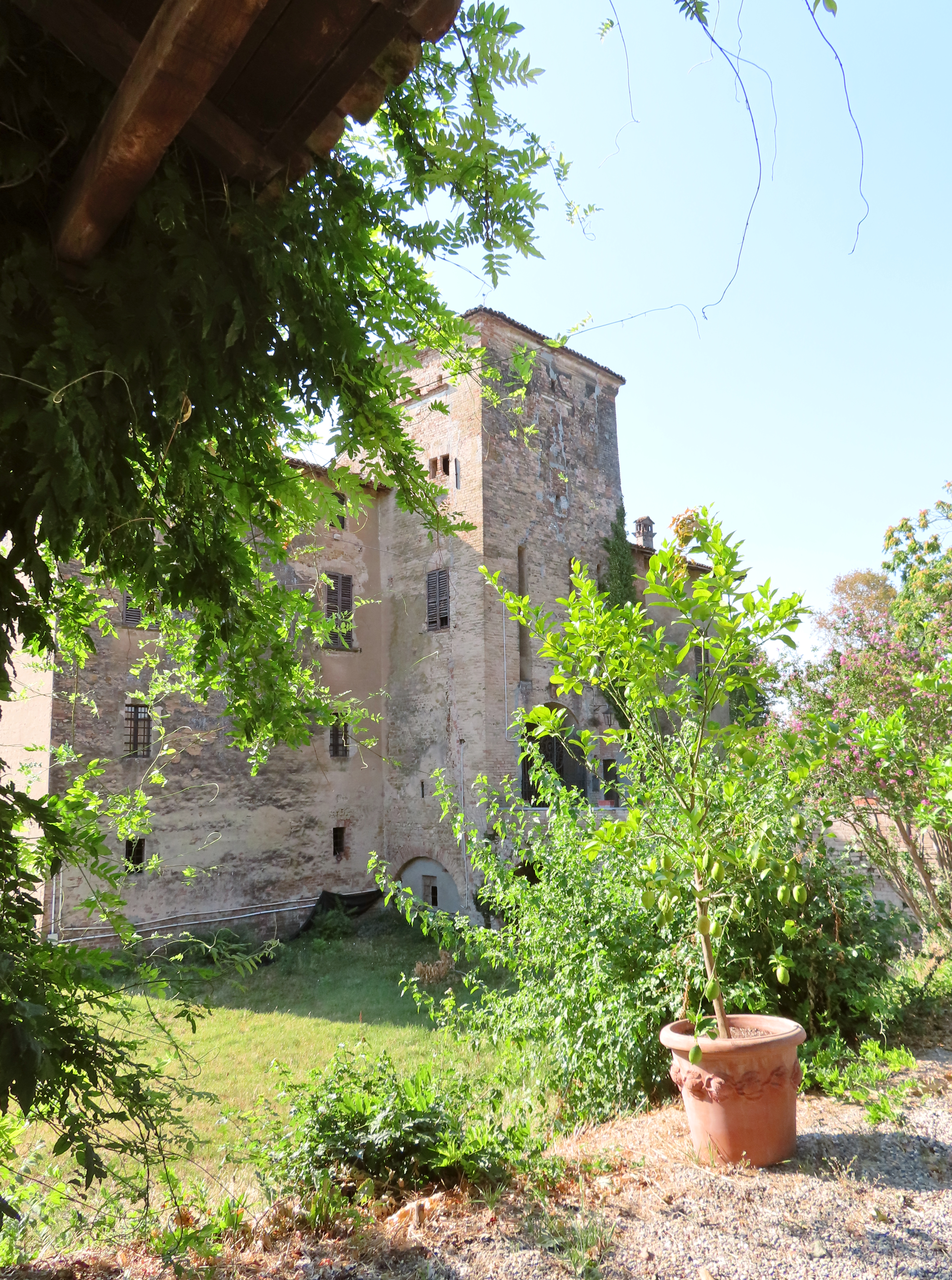
Castello di Cerreto Landi

Castello di Cerreto LandiCitato per la prima volta nel 1385, il fortilizio presenta una struttura quadrangolare caratterizzata da un ingresso dotato di ponte levatoio. Sono presenti tre torri di forma quadrata situate ai vertici e un mastio, posto in corrispondenza dell'ingresso, dove si notano le catene del ponte levatoio. Nel cortile interno sono presenti le fondamenta di un'antica torre isolata, ultimo baluardo difensivo della struttura.
Castello di CheroIl castello venne sottoposto a un assedio e quindi distrutto da milizie cremonesi appartenenti alla fazione ghibellina nel corso del XIII secolo. L'edificio fu, poi, di proprietà delle famiglie Dal Cairo e Scotti. Divenuto parte di un complesso architettonico votato all'agricoltura, del castello rimangono solo pochi resti.
Castello di GenepretoCastello situato nelle vicinanze della frazione di Magnano, la cui presenza è testimoniata in un atto in latino del XVII secolo conservata all'interno dell'archivio parrocchiale di Godi, frazione del comune di San Giorgio Piacentino. Il castello è stato trasformato nel tempo in un'abitazione realizzata in sasso.

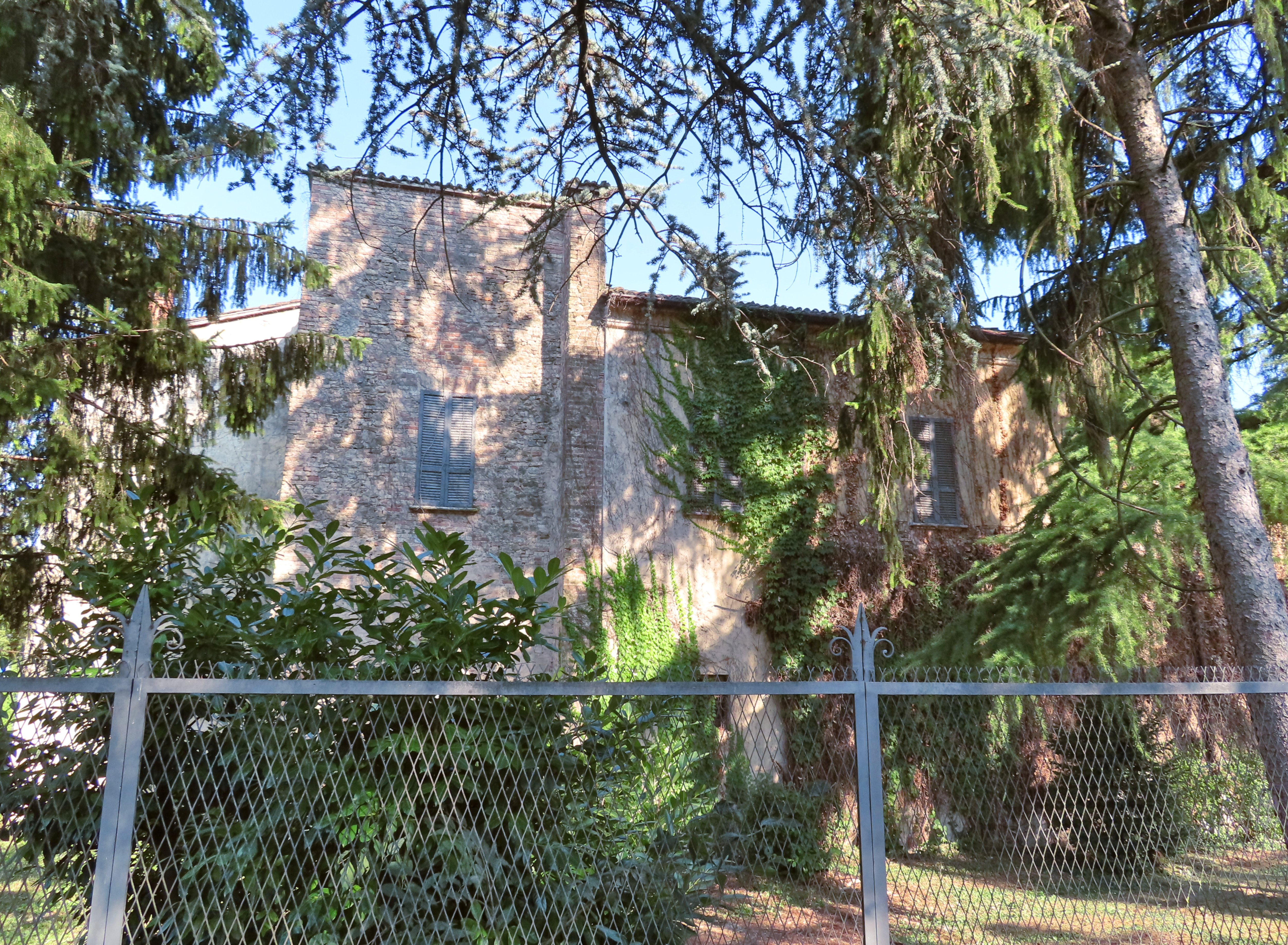
Castello di Ciriano

Castello di CirianoConosciuto anche come castello Bracciforti, dal nome di una famiglia di banchieri piacentini che ottenne il feudo di Ciriano nel XV secolo per mantenerlo sino all'Ottocento. Il forte, trasformato nel tempo in abitazione privata, ha perso gran parte delle caratteristiche della struttura originale.

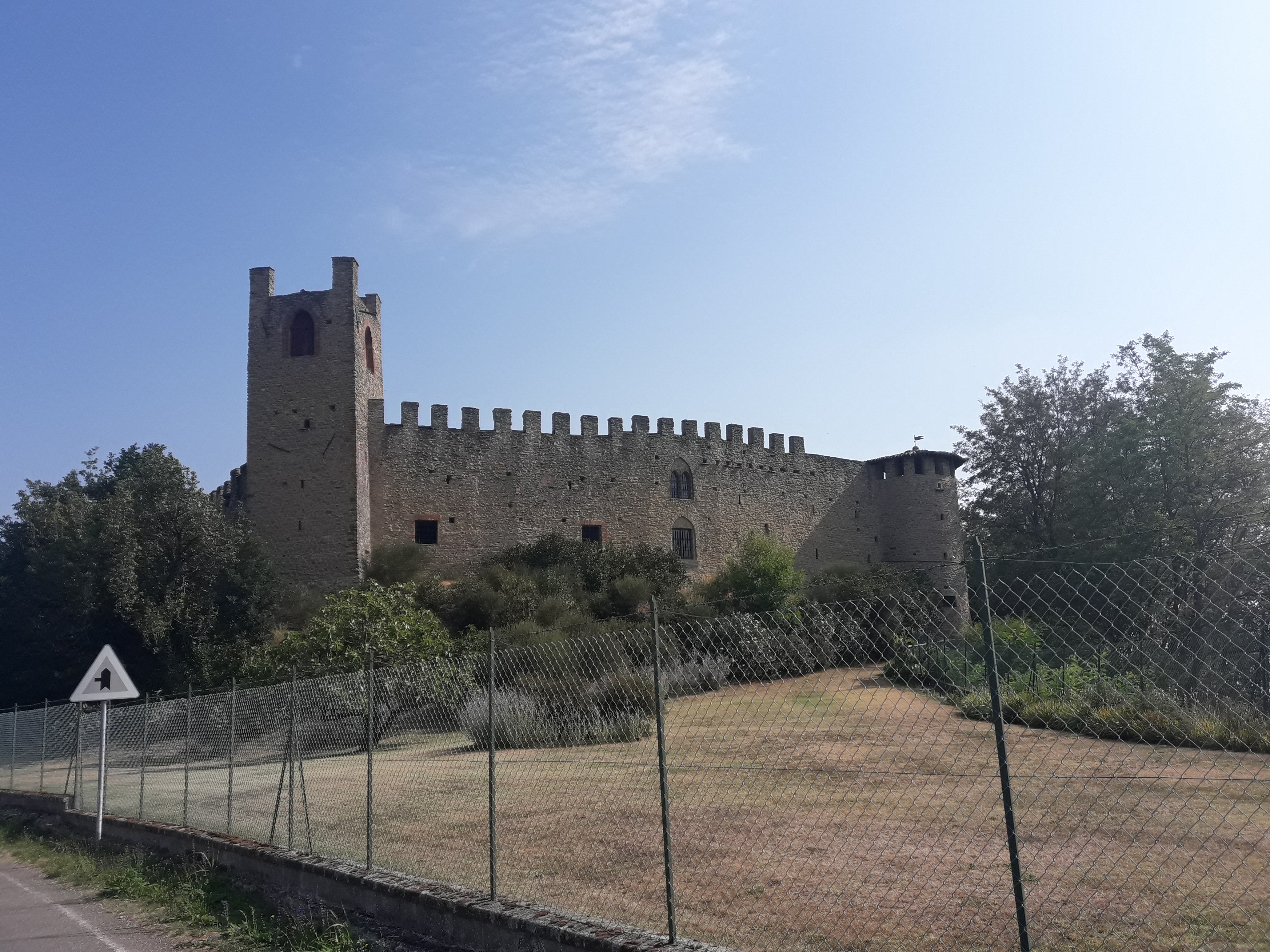
Castello di Magnano

Castello di MagnanoLe prime tracce storiche del castello risalgono al 1288 quando venne venduto dalla famiglia Mancasola alla famiglia Della Volta Landi; in seguito fu di proprietà degli Scotti dalla fine del XV secolo fino al 1877. Si configura come un castello-recinto, tipologia costruttiva poco diffusa nel piacentino, con una pianta di forma trapezoidale irregolare dovuta principalmente alla morfologia della collina su cui sorge. L'edificio si compone di un corpo centrale e di due torri: una di forma quadrata e una circolare.
Castello di MasanaSituato non lontano dalla frazione di Travazzano, di origine trecentesca, appartenne alle famiglie Pallastrelli e Chiapponi. Nel 1860 ospitò il vescovo di Piacenza Antonio Ranza che aveva abbandonato la città per non dover officiare la messa in onore del re Vittorio Emanuele II. L'originale struttura medievale ha subito ampie trasformazioni, con la conservazione di una sola delle quattro torri inizialmente presenti.
Castello di OlmetoCostruito in epoca incerta, venne distrutto nel 1216 da parte di truppe cremonesi e parmensi. Successivamente fu di proprietà del vescovo di Piacenza, dei canonici di santa Maria in Gariverto, dei Visdomini, dei Mandelli e degli Zardi Landi, prima di diventare possesso della famiglia Gandolfi. L'edificio presenta due torri di forma rotonda ribassate e tracce di un ponte levatoio non più presente. Nell'oratorio annesso al complesso è presente una statua della Vergine Maria, risalente al quattrocento e restaurata nel 1713 a cui il popolo attribuiva la funzione di protezione nei confronti della grandine.
Castello PallastrelliSituato nella frazione di Celleri, viene citato per la prima volta nel 1315 quando è assediato da truppe ghibelline al soldo di Galeazzo Visconti; diventa, poi, di proprietà delle famiglie Confalonieri e, dal 1515 Pallastrelli, dalla quale prende il nome. Nell'Ottocento furono svolti importanti lavori di ristrutturazione che comportarono la trasformazione da castello medievale a palazzo residenziale.
Castello di RezzanoIntorno all'anno mille l'edificio era di proprietà del vescovo di Piacenza, venne, poi, donato al monastero di San Savino. Fu distrutto una prima volta nel 1246 da Enzo di Svevia e, poi, nuovamente nel 1314 da parte di Galeazzo I Visconti. Nel 1636 vi si combatté una battaglia tra le forze locali guidate da Alfonso Pallastrelli e Cristoforo Confalonieri e l'esercito spagnolo in lotta contro Odoardo I Farnese. L'edificio è stato, infine, adattato alla funzione residenziale con il ribassamento, avvenuto nel XIX secolo della torre quadrata.
Castello di TravazzanoCitato per la prima volta nell'XI secolo quando venne utilizzato da alcuni nobili piacentini in fuga dalla città, fu, fino ai primi anni del XX secolo, la residenza estiva del vescovo di Piacenza, per poi entrare nelle proprietà del seminario di Bologna. Originariamente caratterizzato da quattro torri angolari, due delle quali andate distrutte, contiene al suo interno un camino con lo stemma della famiglia Chiapponi.

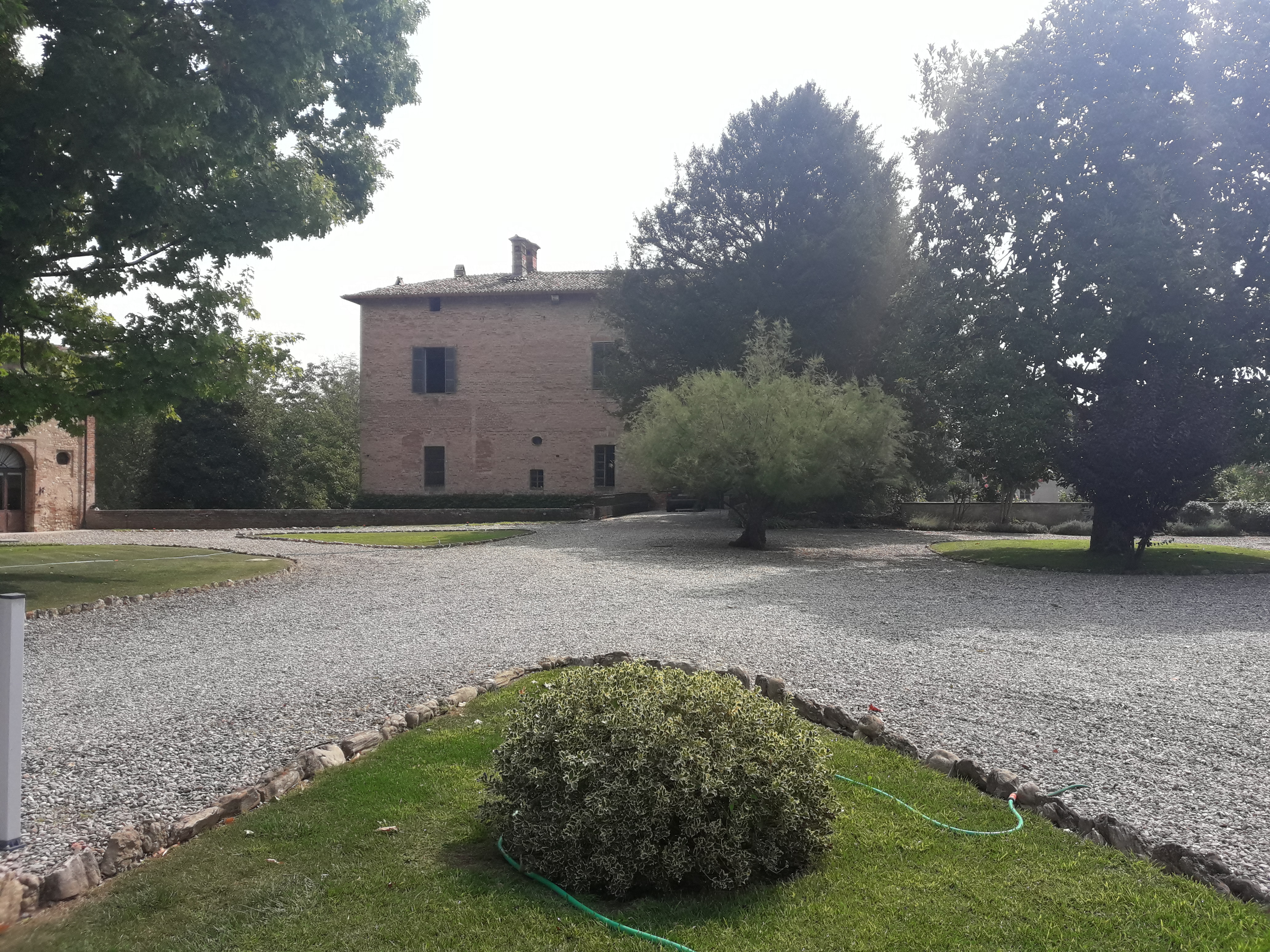
Castello di Zena

Castello di ZenaCostruito sopra a preesistenti edifici romani di cui sono state trovate parti nelle cantine, nel 1216 venne distrutto da un gruppo di fanti in marcia verso Pontenure. Nel 1373 venne conquistato da Francesco Confalonieri che ne tolse il possesso a Leonardo Dolzani, che aveva ottenuto il castello dal duca di Milano. In seguito fu di proprietà delle famiglie Sforza di Santa Flora, Anviti, Parolini e Allegri.
Torre ConfalonieriSituata non lontano dalla frazione di Celleri, sulle rive del torrente Vezzeno, era originariamente nota come Castello vecchio di Celleri. Divenuta di proprietà della famiglia Confalonieri, secondo alcune fonti ospitò nel 1290 la nascita di san Corrado Confalonieri. Nel XIX secolo venne rimaneggiata con la trasformazione a dimora residenziale e la costruzione di un ampio edificio adiacente alla torre vera e propria.

## Società

### Evoluzione demografica
Abitanti censiti

## Cultura

### Eventi
La Pro Loco di Carpaneto, prima organizzazione di questo tipo ad essere fondata sul territorio provinciale, nel 1936, organizza nella prima domenica del mese di settembre l'importante rassegna denominata "Festa della Coppa" per la promozione della coppa Piacentina, salume DOP.
Inoltre, nell'ultima domenica del mese di aprile ha luogo l'antichissima "Fiera di Primavera", nata nel 1676 per volere del duca Ranuccio II Farnese. In abbinamento a questa manifestazione si tiene all'interno del castello il "GUT - Gutturnio Festival" evento organizzato in collaborazione con ilConsorzio Vini DOC Colli Piacentini dedicato alla promozione dell'enogastronomia locale e dei vini piacentini, in particolare il Gutturnio, vino rosso DOC prodotto nel territorio piacentino.

## Geografia antropica

### Frazioni

#### Badagnano
Si trova sulla riva sinistra del Chero, 9 km a sud del capoluogo in un'area pedecollinare ad un'altitudine di 218 m s.l.m. Nella frazione sono presenti due castelli: quello omonimo, risalente al XIV secolo e di proprietà prima della famiglia Landi e poi dei marchesi Tedaldi, convertito infine ad azienda agricola con l'abbassamento del torrione in sasso sul quale è ancora riconoscibile l'emblema gentilizio, e quello di Olmeto, anch'esso adattato ad uso agricolo con l'abbassamento delle torri circolari, che fu distrutto nel 1216, per poi essere ricostruito appartenendo prima alla parrocchia di Santa Maria in Gariverto di Piacenza e poi ai Visdomini, che ne furono marchesi a partire dal 1628. La chiesa della frazione, dedicata a San Giovanni Battista divenne parrocchia nel Cinquecento. Fu poi rimaneggiata in stile neogotico tra la fine dell'Ottocento e i primi del Novecento.

#### Celleri
Si trova sulla riva sinistra del Vezzeno, 6 km a sud di Carpaneto, sulla strada che conduce a Gropparello a 182 m s.l.m. Citata nella tabula alimentaria traianea come fundus Cinnereus, fu teatro nel 1314 di una battaglia tra le truppe di Alberto Scoto e quelle viscontee, in seguito alla battaglia Galeazzo I Visconti ordinò a Oberto Dal Cario di dare alle fiamme il locale castello. La famiglia Confalonieri ebbe la signoria della zona fino al 1515 quando il potere passò ai conti Palastrelli. Il castello fu poi convertito nel settecento a residenza campagnola. Non lontano dal centro abitato, sull'altra sponda del Vezzeno è presente torre Confalonieri, appartenuta anch'essa all'omonima famiglia, dove sorge un oratorio cinquecentesco dedicata a San Corrado Confalonieri, nativo di Celleri.

#### Chero
Posta sulla riva destra dell'omonimo torrente, a un'altitudine di 90 m s.l.m., 6 km a nord-est del capoluogo; fu anticamente denominata Carium e poi Cario, mentre il locale castello veniva chiamato Castrum Carii e poi Castrum de Cario il cui toponimo si è trasferito alla famiglia feudataria della zona del casato dei de Cario. Il castello, andato distrutto da truppe ghibelline provenienti da Cremona nel XIII secolo, è stato in seguito convertito ad un uso agricolo.

#### Cimafava
Si trova 2 km ad ovest di Carpaneto, a 124 m s.l.m. Appartenuta agli Anguissola, era caratterizzata dalla presenza di un castello, poi raso al suolo durante i lavori di costruzione di un'azienda agricola.

#### Ciriano

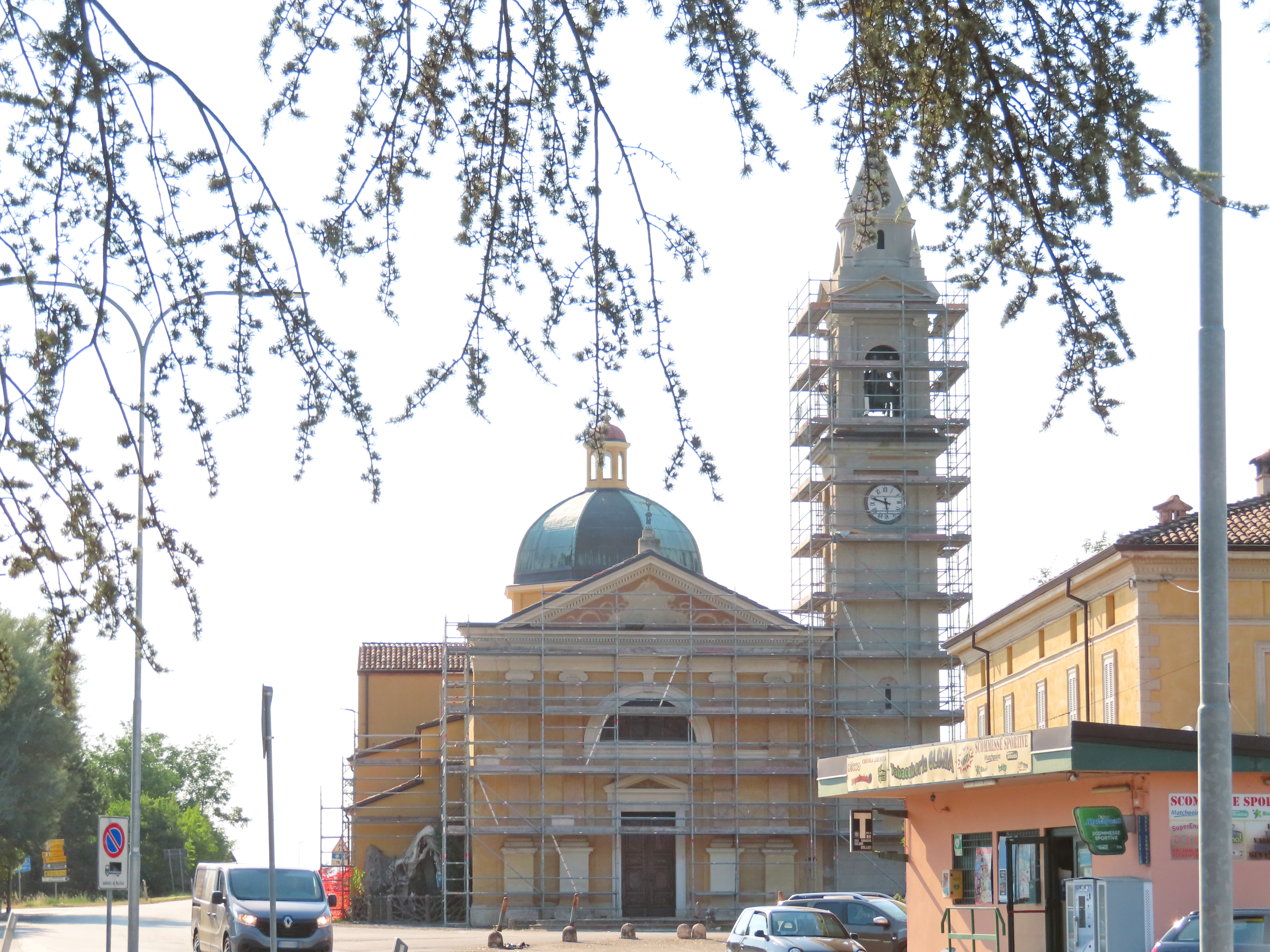
Chiesa di San Lorenzo Martire a Ciriano

Ciriano si trova 2 km ad est del capoluogo, sulle rive del Chero, lungo la strada provinciale che conduce a Castell'Arquato, a 115 m s.l.m. Vi si trova palazzo Dodi, costruito sulla base del precedente castello, distrutto nel 1216 da truppe filoimperiali. La famiglia Bracciforti fu feudataria della zona fino al XIX secolo.

#### Magnano
Si trova 9 km a sud di Carpaneto a 390 m s.l.m. d'altitudine. Ospita l'omonimo castello, realizzato in pietra e di pianta trapezoidale, che si erge sulla sommità di una collina ed è caratterizzato da una completa merlatura guelfa e da due torri, una quadrata ed una circolare. Di proprietà prima dei Landi e poi dei Mancassola. Nel 1460 fu comprata dagli Scotti di San Giorgio.

#### Montanaro
Montanaro si trova a un'altitudine di 87 m s.l.m., 4 km a nord del capoluogo ed è condivisa col vicino comune di San Giorgio Piacentino: sul territorio di quest’ultimo è posto il castello, mentre la cinquecentesca chiesa di San Michele Arcangelo è situata nel territorio comunale di Carpaneto.
Poco più a sud si trova la località di Cerreto Landi, posta 2 km a nord di Carpaneto lungo la strada per Cadeo, fu feudo ghibellino fedele ai Visconti e, alla fine del Trecento apparteneva ad Oberto Landi. Nel 1736, con l’estinzione del locale ramo della famiglia Landi, il generale Gazzola fu investito del castello.
Il forte è a pianta quadrata con muri in sasso e laterizio dotati di feritoie, fossato, merlatura guelfa e ponte levatoio all’ingresso, di cui si notano ancora i segni. Le torri angolari furono abbassate e sono oggi alla stessa altezza dei corpi di guardia, mentre di un’ulteriore torre restano delle tracce all’interno del cortile.

#### Rezzano

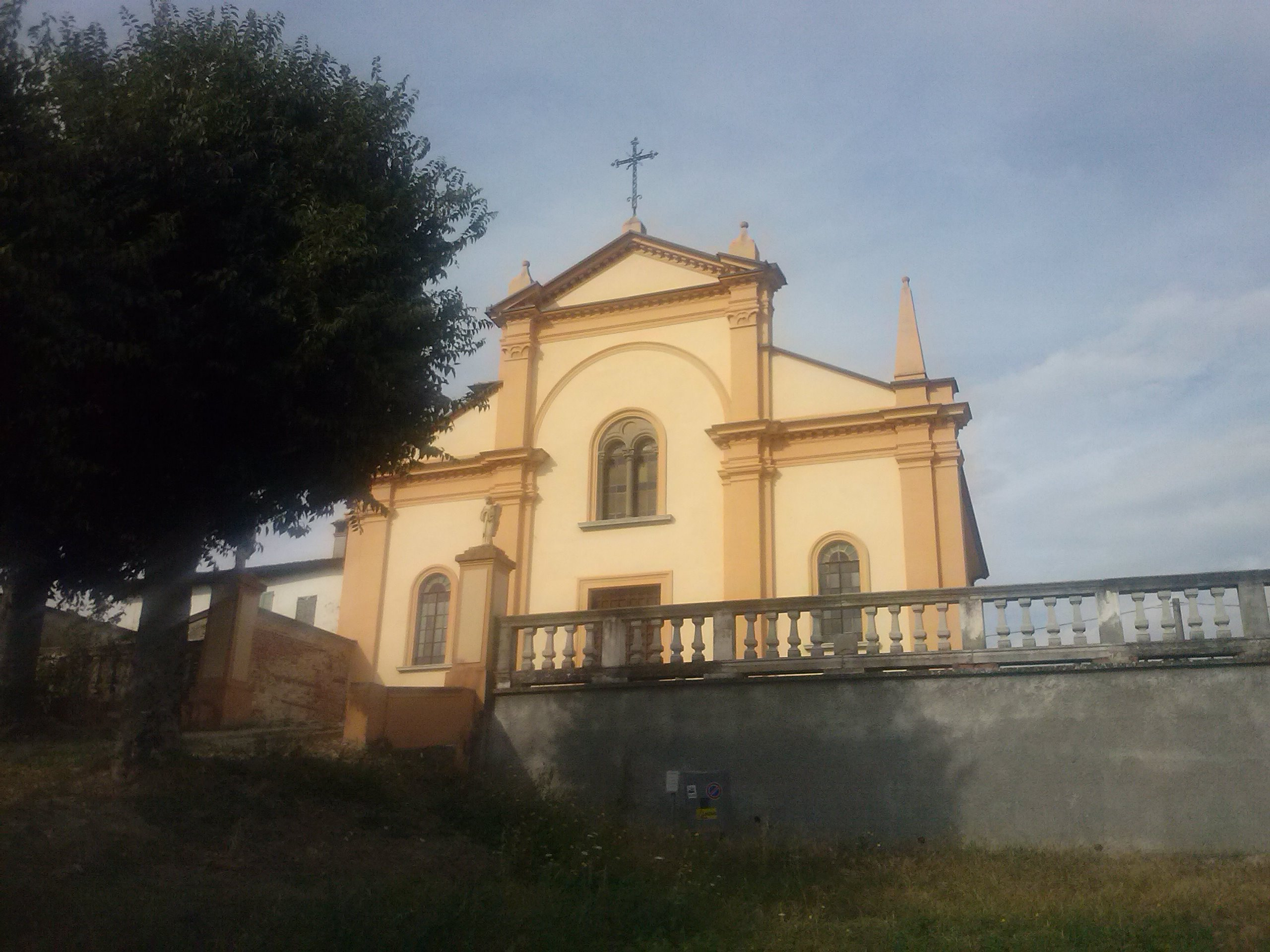
La chiesa di San Pietro Apostolo a Rezzano.

Si trova 5 km a sud del capoluogo, sulla riva sinistra del Chero a 182 m s.l.m. Il suo castello fu di proprietà prima del vescovo di Piacenza Sigifredo, poi della basilica cittadina di San Savino. Nel 1246 fu incendiato da Enzo di Sardegna, destino che si ripete nel 1314 per mano di Galeazzo Visconti. Nel 1412 il duca di Milano Filippo Maria Visconti concesse il feudo agli eredi del capitano Niccolò Piccinino. Il forte fu poi acquistato da Vincenzo Scotti. Nel 1636, nell’ambito della Guerra tra Odoardo I Farnese e gli spagnoli, fu teatro di una battaglia culminata con la vittoria di questi ultimi che concessero l’onore delle armi ai difensori. Fu, infine, trasformato in residenza e la torre quadrata venne abbassata nel XIX secolo per evitarne il crollo. La frazione è dominata dalla cinquecentesca Chiesa di San Pietro Apostolo che fu ristrutturata ai primi del Novecento su progetto di Camillo Guidotti.

#### Travazzano
Travazzano si trova sulla strada che conduce a Magnano, 5 km a sud del capoluogo a 179 m s.l.m. La locale rocca fu espugnata nel 1088 dai guelfi dopo che vi si erano rifugiati i ghibellini in fuga da Piacenza. Come altri castelli della zona fu distrutta nel 1216; subì poi altre distruzioni tra il 1244 e il 1246. Passò quindi nelle mani delle famiglie Scotti e, in seguito, Chiapponi. Dotata di pianta rettangolare, presenta con due torri: una circolare ed una quadrata, coronata da merli guelfi. Nelle vicinanze si trova anche il castello di Masana, di cui sopravvive solo una torre, appartenuto alla famiglia Pallastrelli e, poi, ai conti Chiapponi. Tra il 1805 ed il 1816 fu comune autonomo, prima di venire aggregato a Carpaneto.

#### Zena
Si trova 3,5 km a nord di Carpaneto a 78 m s.l.m. lungo la strada per Cadeo. Il locale castello, ottimamente conservato, fu distrutto nel 1216. Nel Quattrocento fu proprietà di una famiglia parmigiana. Nel 1702 Francesco Farnese vi infeudò i fratelli Anviti. L'edificio, che è circondato da un fossato, ha pianta quadrata e conserva tre dei quattro corpi di fabbrica originari.

## Infrastrutture e trasporti
Tra il 1897 e il 1938 il comune fu servito dalla tranvia Piacenza-Lugagnano; la stazione era situata in quella che, dismessa la tranvia, divenne piazza Oliveti. Nel territorio comunale carpanetese erano poste le fermate di Ca Buffalora, Strada per Cimafava, Carpaneto, Cascina Draghi, Ciriano, Negrano, Scuola di Ciriano, Caminata e Capretto.
Il territorio di Carpaneto è attraversato dalla strada provinciale 6 di Carpaneto che congiunge il capoluogo con Piacenza e, che, oltrepassatolo, diventa strada provinciale 6 bis di Castell'Arquato, paese in cui termina. Dalla strada provinciale 6 si diramano la strada provinciale 10 di Gropparello, che raggiunge l'omonimo paese e la strada provinciale 14 della val Chero che risale l'omonima valle fino al passo dei Guselli. Il capoluogo è collegato a Cadeo dalla strada provinciale 29 di Zena, mentre la strada provinciale 38 di San Protaso collega la frazione di Ciriano con Fiorenzuola d'Arda.

## Amministrazione
Di seguito è presentata una tabella relativa alle amministrazioni che si sono succedute in questo comune.
| Periodo           | Periodo        | Primo cittadino     | Partito                                           | Carica  | Note          |
| ----------------- | -------------- | ------------------- | ------------------------------------------------- | ------- | ------------- |
| 27 settembre 1984 | 4 ottobre 1989 | Guido Bardi         | Democrazia Cristiana                              | Sindaco | [ 51 ]        |
| 4 ottobre 1989    | 13 giugno 1994 | Guido Bardi         | Democrazia Cristiana                              | Sindaco | [ 51 ]        |
| 27 giugno 1994    | 25 maggio 1998 | Guido Palladini     | Indipendente                                      | Sindaco | [ 51 ]        |
| 25 maggio 1998    | 28 maggio 2002 | Pier Luigi Caminati | Lista civica                                      | Sindaco | [ 51 ]        |
| 28 maggio 2002    | 29 maggio 2007 | Pier Luigi Caminati | Lista civica                                      | Sindaco | [ 51 ]        |
| 29 maggio 2007    | 7 maggio 2012  | Gianni Zanrei       | Lista civica                                      | Sindaco | [ 51 ]        |
| 7 maggio 2012     | 12 giugno 2017 | Gianni Zanrei       | Lista civica: Per Carpaneto                       | Sindaco | [ 51 ]        |
| 12 giugno 2017    | 13 giugno 2022 | Andrea Arfani       | Lista civica di centro-destra: Cambiamo Carpaneto | Sindaco | [ 51 ] [ 52 ] |
| 13 giugno 2022    | in carica      | Andrea Arfani       | Lista civica di centro-destra: Carpaneto insieme  | Sindaco | [ 51 ] [ 53 ] |

### Altre informazioni amministrative
Carpaneto Piacentino fa parte dal 2014, anno di costituzione dell'ente, dell'Unione Valnure e Valchero, insieme ai comuni di Gropparello, Podenzano, San Giorgio Piacentino e Vigolzone.

## Sport

### Calcio
La principale squadra di calcio della città è la U.S.D. Vigor Carpaneto 1922 che il 3 maggio 2015 ha vinto il girone A emiliano-romagnolo di Promozione conquistando la promozione in Eccellenza. Al termine della stagione 2016-2017 la squadra conquista la promozione in Serie D, categoria nella quale milita tre stagioni, prima della non iscrizione, con conseguente retrocessione nel campionato di Eccellenza, avvenuta nell'estate 2020.
Al termine della stagione 2020-2021 la società non si iscrive al campionato di Eccellenza e si fonde con il Chero, squadra rappresentante dell'omonima frazione carpanetese e militante nella stagione precedente in Prima Categoria, andando a formare l'Asd Chero Carpaneto 1922. Nella prima stagione la nuova società vince il campionato di Prima Categoria venendo promossa in Promozione.